# Tecoh

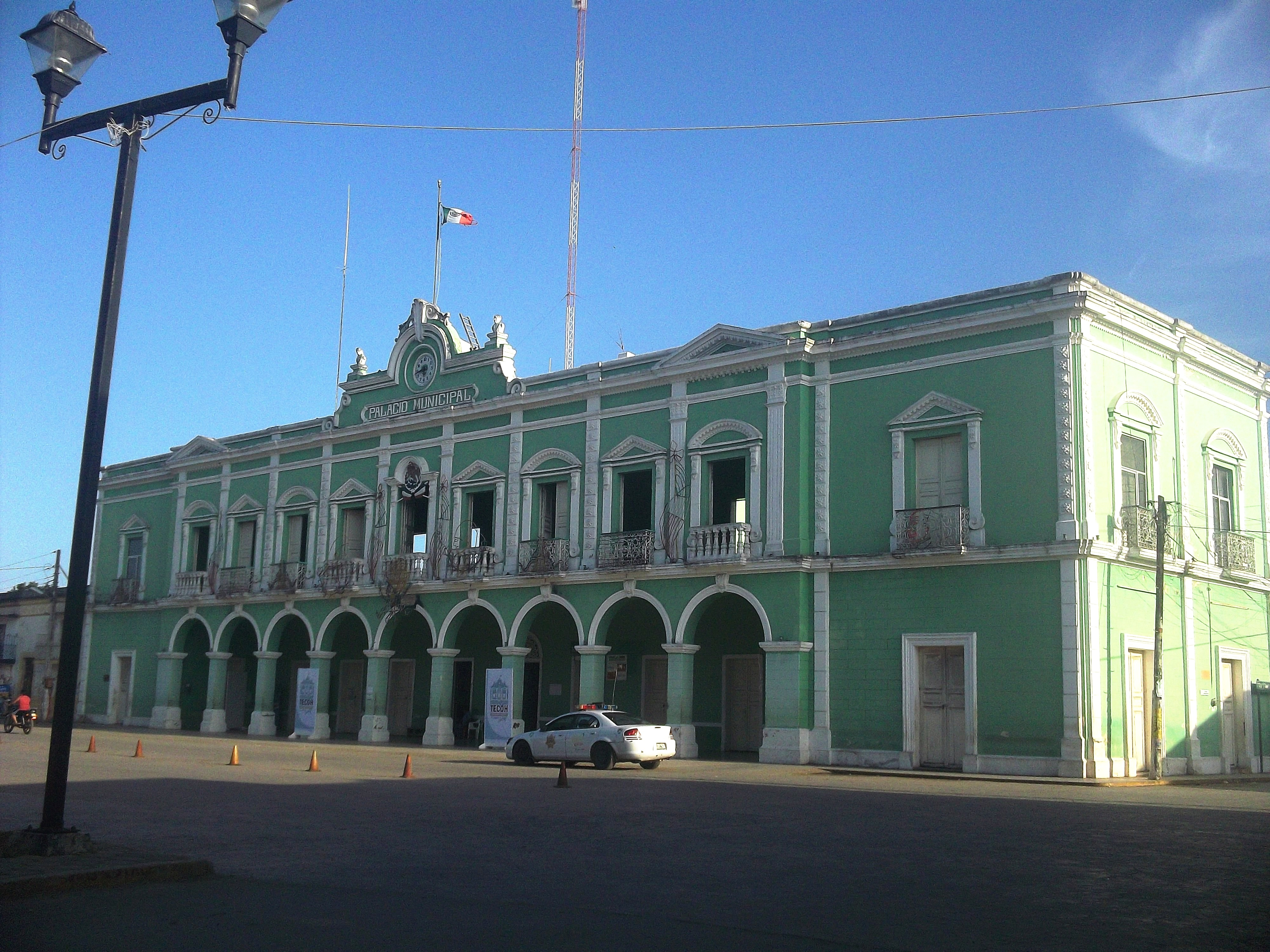
Palácio municipal de Tecoh, Iucatã.

Tecoh é um município do estado do Iucatã, no México. A população do município calculada no censo 2005 era de 15.438 habitantes.